# Paul Su Yongda
Paul Su Yongda (chiń. 蘇永大; ur. 6 lipca 1958) – chiński duchowny katolicki, biskup Beihai od 2004.

## Życiorys
Święcenia kapłańskie otrzymał 19 maja 1991.
Został wybrany biskupem ordynariuszem Beihai. Sakrę biskupią przyjął z mandatem papieskim 9 listopada 2004. 